# Snuppy
Snuppy (Seúl, 24 de abril de 2005 - ibídem, 7 de mayo de 2015) fue el primer perro clonado. El clon de afgano fue realizado por Woo Suk Hwang y su equipo de científicos en la Universidad Nacional de Seúl (SNU) en Corea del Sur. El nombre "Snuppy" es una combinación de "SNU" y de "puppy" (perrito). Nació por cesárea y pesó 530 gramos.
Los investigadores transfirieron 1095 embriones del perro en 123 hembras, logrando 3 embarazos. Un feto se malogró, y un clon, llamado NT-2, murió de pulmonía a los 22 días de vida. Un labrador retriever portó el tercer embrión.
Snuppy nació el 24 de abril de 2005 a partir de células adultas (extraídas de la piel de la oreja de Tai, un perro de caza de raza afgana) con el método de transferencia de núcleo, una técnica similar a la empleada para engendrar a la oveja Dolly, el primer mamífero clon. Hasta ese momento esa metodología —que había sido probada con éxito en ovejas, ratones, vacas, cerdos, gatos, cabras, mulas y ratas— había fracasado en perros. Cada uno de los pasos que funciona bien en otros mamíferos, en perros falla porque su biología reproductiva es diferente.
Unos meses más tarde, en diciembre de 2005, se descubrió que Hwang Woo-Suk había falseado los resultados de su investigación sobre células madre en otros proyectos. Esto causó que se cuestionara la veracidad de sus otros experimentos, incluido Snuppy.
Sin embargo, el 10 de enero de 2006, el comité investigador señaló que la clonación de Snuppy había sido legítima.
Snuppy falleció el 7 de mayo de 2015, a los 10 años de edad, y murió de cáncer, aunque no del mismo tipo por el que murió Tai, su perro de origen. La esperanza de vida de los lebreles afganos es de 11,9 años, y los ejemplares de esa raza suelen morir de cáncer. Entonces no hubo nada inusual en Tai o en Snuppy.